# Gundam Reconguista in G
Gundam Reconguista in G (ガンダム Gのレコンギスタ, Gandamu G no Rekongisuta), également nommée G-Reco (Gレコ), est une série télévisée d'animation japonaise du genre mecha appartenant à la franchise Gundam. Elle est réalisée par le studio Sunrise avec une réalisation et un scénario de Yoshiyuki Tomino et des compositions de Yugo Kanno. Elle est diffusée entre octobre 2014 et mars 2015 sur MBS et TBS au Japon. Dans les pays francophones, la série est diffusée en simulcast par Wakanim et à la télévision sur Nolife.

## Synopsis
En R.C. (Reguild Century) 1014, Bellri Zenam, un apprenti pilote faisant partie d'une organisation qui se doit de protéger un ascenseur orbital considéré comme sacré, rencontre, lors d'une attaque, un Mobile Suit très avancé - le G-Self - et son pilote, une pirate de l'espace nommée Aida.

## Anime
Le projet G-Reco est évoqué en septembre 2011 par Yoshiyuki Tomino dans le magazine Newtype Ace. En août 2012, il annonce le début de la production de la série. Celle-ci est produite pour le 35e anniversaire de la franchise Gundam. L'histoire est censé 500 ans après Turn A Gundam d'après un entretien de Tomino.
La série d'animation est produite par le studio Sunrise avec une réalisation et une histoire de Yoshiyuki Tomino. Yugo Kanno est responsable des compositions tandis que Kenichi Yoshida assure le design des personnages. La diffusion débute le 2 octobre 2014 sur MBS et TBS, et 26 épisodes sont prévus.
Dans les pays francophones, la série est diffusée en simulcast par Wakanim et à la télévision sur Nolife à partir du 21 novembre 2014.

### Liste des épisodes
| No | Titre de l’épisode en français         | Titre original de l’épisode                               | Date de 1re diffusion |
| -- | -------------------------------------- | --------------------------------------------------------- | --------------------- |
| 1  | Le mystérieux Mobile Suit              | 謎のモビルスーツ Nazo no Mobiru Sūtsu                     | 2 octobre 2014        |
| 2  | G-Self, en marche !                    | G-セルフ起動! G-serufu kidō!                              | 2 octobre 2014        |
| 3  | La pression du Montero                 | モンテーロの圧力 Montēro no atsuryoku                     | 9 octobre 2014        |
| 4  | La danse des Catsiths                  | カットシー乱舞 Kattoshī ranbu                             | 16 octobre 2014       |
| 5  | L'ennemie est la Capital Army          | 敵はキャピタル・アーミィ Teki wa kyapitaru āmyi           | 23 octobre 2014       |
| 6  | Dellensen, le redoutable adversaire    | 強敵、デレンセン! Kyōteki, Derensen!                      | 30 octobre 2014       |
| 7  | L'assaut du bataillon de Mask          | マスク部隊の強襲 Masuku butai no kyōshū                   | 6 novembre 2014       |
| 8  | Un père, une mère, un masque           | 父と母とマスクと Chichi to haha to masuku to              | 13 novembre 2014      |
| 9  | Cap au sud pour le megafauna           | メガファウナ南へ Megafauna minami e                       | 20 novembre 2014      |
| 10 | Évasion du territoire                  | テリトリィ脱出 Teritorī dasshutsu                         | 27 novembre 2014      |
| 11 | En avant pour la guerre spatiale !     | 突入!宇宙戦争 Totsunyū! Uchū sensō                        | 4 décembre 2014       |
| 12 | La prise de la Capital Tower           | キャピタル・タワー占拠 Kyapitaru· tawā senkyo             | 11 décembre 2014      |
| 13 | L'ennemi venu de la Lune               | 月から来た者                                              | 18 décembre 2014      |
| 14 | Pas de traduction officielle           | スペースと機動戦士の戦い Supēsu to kidō senshi no tatakai | 25 décembre 2014      |
| 15 | Vole vers Towasanga !                  | 飛べ!トワサンガへ                                         | 8 janvier 2015        |
| 16 | La guerre de Bellri                    | ベルリの戦争                                              | 15 janvier 2015       |
| 17 | La décision d'Aida                     | アイーダの決断                                            | 22 janvier 2015       |
| 18 | Chevauche le croissant de lune !       | 三日月に乗れ                                              | 29 janvier 2015       |
| 19 | La bande de Venus Globe                | ビーナス・グロゥブの一団                                  | 5 février 2015        |
| 20 | Constructions dans l'espace            | フレームのある宇宙                                        | 12 février 2015       |
| 21 | Le poids de l'océan                    | 海の重さ                                                  | 19 février 2015       |
| 22 | Retrouvailles dans le cercle terrestre | 地球圏再会                                                | 26 février 2015       |
| 23 | Le son d'un Newtype                    | ニュータイプの音                                          | 5 mars 2015           |
| 24 | Kaléidoscope spatial                   | 宇宙のカレイドスコープ                                    | 12 mars 2015          |
| 25 | Aux frontières de la mort              | 死線を越えて                                              | 19 mars 2015          |
| 26 | Les pieds sur terre                    | 大地に立つ                                                | 26 mars 2015          |

### Musique
| Début    | Début                           | Début      | Fin      | Fin                   | Fin              |
| Épisodes | Titre                           | Artiste    | Épisodes | Titre                 | Artiste          |
| -------- | ------------------------------- | ---------- | -------- | --------------------- | ---------------- |
| 1 – 13   | BLAZING                         | GARNiDELiA | 1 - 26   | G no senkō (Ｇの閃光) | Daisuke Hasegawa |
| 14 - 26  | Futari no mahō (ふたりのまほう) | May J.     | 1 - 26   | G no senkō (Ｇの閃光) | Daisuke Hasegawa |